# Miao Li
Miao Li (em língua chinesa: 苗栗市; pinyin: Miáolì Shì [mjǎu.lî ʂɻ̩̂]; em hacá: Mèu-li̍t-sṳ; hokkien: Biâu-le̍k-chhī ou Miâu-le̍k-chhī) é a cidade sede do condado de Miao Li, Taiwan. Seu nome foi cunhado a partir da junção de duas palavras de origem hacá, gato (貓) e cidade (裡).
Miao Li tem uma porcentagem relativamente alta de pessoas hacá. Tinha o segundo maior preço residencial e o maior preço comercial de terrenos do condado em 2004, NT$ 28.601 e NT$ 63.317 por metro quadrado, respectivamente.

## História
O território onde Miao Li localiza-se atualmente pertencia ao Japão até 1945. A prefeitura de Byōritsu Chō (苗栗廳) foi fundada em 1901. De 1920 até o fim da Segunda Guerra Mundial, Byōritsu foi rebaixado a distrito, pertencendo a prefeitura de Shinchiku.
Em 16 de agosto de 1950, já em disputa territorial com a China, a cidade de Miao Li foi projetada como sede do recém-criado condado homônimo. Em 25 de dezembro de 1981, Miao Li foi elevada de município urbano para cidade administrada pelo condado. Em janeiro de 2017, sua população era estimada em 89.850 habitantes.